# David Ollén
David Laurentius Ollén, född 29 april 1891 i Stockholm, död där 23 mars 1978, var en svensk tidningsman och politiker (folkpartist). Son till Per Ollén.
David Ollén var redaktör och ansvarig utgivare för Värmlands-Posten 1917–1921 och Svenska Morgonbladet 1921–1956, under åren 1937–1945 också som chefredaktör.
Mellan 1954 och 1961 var han riksdagsledamot i första kammaren för Stockholms stads valkrets. I riksdagen var han bland annat suppleant i första lagutskottet 1954–1961 samt suppleant 1954–1957 och ledamot 1958–1961 i konstitutionsutskottet. Han var engagerad bland annat i socialpolitik och naturvårdsfrågor.